# Ла Кјеза Колегоци (Фиренца)
Ла Кјеза Колегоци је насеље у Италији у округу Фиренца, региону Тоскана.
Према процени из 2011. у насељу је живело 48 становника. Насеље се налази на надморској висини од 110 м.